# Untervektorraum

Im dreidimensionalen euklidischen Raum bilden alle Ursprungsebenen und Ursprungsgeraden Untervektorräume.

Ein Untervektorraum, Teilvektorraum, linearer Unterraum oder linearer Teilraum ist in der Mathematik eine Teilmenge eines Vektorraums, die selbst wieder einen Vektorraum darstellt. Dabei werden die Vektorraumoperationen Vektoraddition und Skalarmultiplikation von dem Ausgangsraum auf den Untervektorraum vererbt. Jeder Vektorraum enthält sich selbst und den Nullvektorraum als triviale Untervektorräume.
Jeder Untervektorraum ist das Erzeugnis einer linear unabhängigen Teilmenge von Vektoren des Ausgangsraums. Die Summe und der Durchschnitt zweier Untervektorräume ergibt wieder einen Untervektorraum, dessen Dimension über die Dimensionsformel ermittelt werden kann. Jeder Untervektorraum besitzt mindestens einen Komplementärraum, sodass der Ausgangsraum die direkte Summe aus dem Untervektorraum und seinem Komplement ist. Weiter kann jedem Untervektorraum ein Faktorraum zugeordnet werden, der dadurch entsteht, dass alle Elemente des Ausgangsraums entlang des Untervektorraums parallelprojiziert werden.
Untervektorräume werden in der linearen Algebra unter anderem dazu verwendet, Kern und Bild von linearen Abbildungen, Lösungsmengen von linearen Gleichungen und Eigenräume von Eigenwertproblemen zu charakterisieren. In der Funktionalanalysis werden insbesondere Untervektorräume von Hilberträumen, Banachräumen und Dualräumen untersucht. Untervektorräume besitzen vielfältige Anwendungen, beispielsweise bei numerischen Lösungsverfahren für große lineare Gleichungssysteme und für partielle Differentialgleichungen, bei Optimierungsproblemen, in der Kodierungstheorie und in der Signalverarbeitung.

## Definition
Ist {\displaystyle (V,+,\cdot )} ein Vektorraum über einem Körper {\displaystyle K}, so bildet eine Teilmenge {\displaystyle U\subseteq V} genau dann einen Untervektorraum von {\displaystyle V}, wenn sie nichtleer und abgeschlossen bezüglich der Vektoraddition und der Skalarmultiplikation ist. Es muss also
- {\displaystyle U\neq \emptyset }
- {\displaystyle u+w\in U}
- {\displaystyle \alpha \cdot u\in U}

für alle Vektoren {\displaystyle u,w\in U} und alle Skalare {\displaystyle \alpha \in K} gelten. Dabei sind die Vektoraddition und die Skalarmultiplikation im Untervektorraum {\displaystyle U} die Einschränkungen der entsprechenden Operationen des Ausgangsraums {\displaystyle V}.
Äquivalent zur ersten Bedingung kann man auch fordern, dass der Nullvektor von {\displaystyle V} in {\displaystyle U} enthalten ist. Enthält nämlich {\displaystyle U} zumindest ein Element, dann ist aufgrund der Abgeschlossenheit von {\displaystyle U} bezüglich der Skalarmultiplikation auch der Nullvektor in {\displaystyle U} enthalten (setze {\displaystyle \alpha =0}). Umgekehrt ist die Menge {\displaystyle U}, wenn sie den Nullvektor enthält, nichtleer.
Mit Hilfe dieser drei Kriterien lässt sich überprüfen, ob eine gegebene Teilmenge {\displaystyle U} eines Vektorraums {\displaystyle V} ebenfalls einen Vektorraum bildet, ohne alle Vektorraumaxiome nachweisen zu müssen. Ein Untervektorraum wird häufig kurz als „Unterraum“ bezeichnet, wenn aus dem Kontext klar ist, dass es sich dabei um einen linearen Unterraum und nicht um einen allgemeineren Unterraum handelt.

## Beispiele

Die Menge der Vektoren, für die gilt, bildet einen Untervektorraum der euklidischen Ebene.

### Konkrete Beispiele
Die Menge aller Vektoren {\displaystyle (x,y)} der reellen Zahlenebene {\displaystyle V=\mathbb {R} ^{2}} bildet mit der üblichen komponentenweisen Vektoraddition und Skalarmultiplikation einen Vektorraum. Die Teilmenge {\displaystyle U} der Vektoren, für die {\displaystyle x=y} gilt, bildet einen Untervektorraum von {\displaystyle V}, denn es gilt für alle {\displaystyle a,b,c\in \mathbb {R} }:
- der Koordinatenursprung {\displaystyle (0,0)} liegt in {\displaystyle U}
- {\displaystyle (a,a)+(b,b)=(a+b,a+b)\in U}
- {\displaystyle c\cdot (a,a)=(c\cdot a,c\cdot a)\in U}

Als weiteres Beispiel kann man den Vektorraum {\displaystyle V=\mathbb {R} ^{\mathbb {R} }} aller reellen Funktionen {\displaystyle f\colon \mathbb {R} \to \mathbb {R} } mit der üblichen punktweisen Addition und Skalarmultiplikation betrachten. In diesem Vektorraum bildet die Menge {\displaystyle U} der linearen Funktionen {\displaystyle f(x)=ax+b} einen Untervektorraum, denn es gilt für {\displaystyle a,b,c,d\in \mathbb {R} }:
- die Nullfunktion {\displaystyle x\mapsto 0x+0} liegt in {\displaystyle U}
- {\displaystyle f(x)+g(x)=(ax+b)+(cx+d)=(a+c)x+(b+d)}, somit {\displaystyle f+g\in U}
- {\displaystyle c\cdot f(x)=c\cdot (ax+b)=(c\cdot a)x+(c\cdot b)}, somit {\displaystyle c\cdot f\in U}

### Allgemeinere Beispiele
- Jeder Vektorraum enthält sich selbst und den Nullvektorraum {\displaystyle \{0\}}, der nur aus dem Nullvektor besteht, als triviale Untervektorräume.
- Im {\displaystyle \mathbb {R} }-Vektorraum der reellen Zahlen sind die Menge {\displaystyle \{0\}} und ganz {\displaystyle \mathbb {R} } die einzigen Untervektorräume.
- Im {\displaystyle \mathbb {R} }-Vektorraum der komplexen Zahlen {\displaystyle \mathbb {C} } sind die Menge der reellen Zahlen {\displaystyle \mathbb {R} } und die Menge der imaginären Zahlen {\displaystyle i\mathbb {R} } Untervektorräume.
- In der euklidischen Ebene {\displaystyle \mathbb {R} ^{2}} bilden alle Geraden durch den Nullpunkt Untervektorräume.
- Im euklidischen Raum {\displaystyle \mathbb {R} ^{3}} bilden alle Ursprungsgeraden und Ursprungsebenen Untervektorräume.
- Im Vektorraum aller Polynome bildet die Menge der Polynome vom Maximalgrad {\displaystyle k} für jede natürliche Zahl {\displaystyle k\geq 0} einen Untervektorraum.
- Im Vektorraum der quadratischen Matrizen bilden die symmetrischen und die schiefsymmetrischen Matrizen jeweils Untervektorräume.
- Im Vektorraum der reellen Funktionen über einem Intervall bilden die integrierbaren Funktionen, die stetigen Funktionen und die differenzierbaren Funktionen jeweils Untervektorräume.
- Im Vektorraum aller Abbildungen zwischen zwei Vektorräumen über demselben Körper bildet die Menge der linearen Abbildungen einen Untervektorraum.

## Eigenschaften

### Vektorraumaxiome
Die drei Unterraumkriterien sind tatsächlich hinreichend und notwendig für die Gültigkeit aller Vektorraumaxiome. Aufgrund der Abgeschlossenheit der Menge {\displaystyle U} gilt nämlich für alle Vektoren {\displaystyle u\in U} durch Setzen von {\displaystyle \alpha =-1}
{\displaystyle (-1)\cdot u=-u\in U}
und damit weiter durch Setzen von {\displaystyle w=-u}
{\displaystyle 0=u-u\in U}.
Damit enthält die Menge {\displaystyle U} insbesondere den Nullvektor und zu jedem Element {\displaystyle u} auch das additiv inverse Element {\displaystyle -u}. Also ist {\displaystyle (U,+)} eine Untergruppe von {\displaystyle (V,+)} und damit insbesondere eine abelsche Gruppe. Das Assoziativgesetz, das Kommutativgesetz, die Distributivgesetze und die Neutralität der Eins übertragen sich direkt von dem Ausgangsraum {\displaystyle V} auf {\displaystyle U}. Damit erfüllt {\displaystyle (U,+,\cdot )} alle Vektorraum-Axiome und ist ebenfalls ein Vektorraum. Umgekehrt muss jeder Untervektorraum {\displaystyle U} die drei angegebenen Kriterien erfüllen, da die Vektoraddition und die Skalarmultiplikation die Einschränkungen der entsprechenden Operationen von {\displaystyle V} sind.

### Darstellung

Die lineare Hülle eines Vektors in der euklidischen Ebene

Jede Teilmenge {\displaystyle X=\{v_{1},\ldots ,v_{n}\}} von Vektoren eines Vektorraums {\displaystyle V} spannt durch Bildung aller möglichen Linearkombinationen
{\displaystyle \langle X\rangle =\operatorname {span} \{v_{1},\ldots ,v_{n}\}=\{\alpha _{1}v_{1}+\ldots +\alpha _{n}v_{n}\mid \alpha _{1},\ldots ,\alpha _{n}\in K\}},
einen Untervektorraum von {\displaystyle V} auf, den man die lineare Hülle von {\displaystyle X} nennt. Die lineare Hülle ist der kleinste Untervektorraum, der die Menge {\displaystyle X} umfasst und gleich dem Durchschnitt aller Untervektorräume von {\displaystyle V}, die {\displaystyle X} umfassen. Umgekehrt ist jeder Untervektorraum {\displaystyle U} das Erzeugnis einer Teilmenge {\displaystyle X} von {\displaystyle V}, das heißt, es gilt
{\displaystyle U=\langle X\rangle },
wobei man die Menge {\displaystyle X} ein Erzeugendensystem von {\displaystyle U} nennt. Ein minimales Erzeugendensystem besteht aus linear unabhängigen Vektoren und heißt Basis eines Vektorraums. Die Anzahl der Elemente einer Basis gibt die Dimension eines Vektorraums an.

## Operationen

### Durchschnitt und Vereinigung
Der Durchschnitt zweier Untervektorräume {\displaystyle U_{1},U_{2}} eines Vektorraums {\displaystyle V}
{\displaystyle U_{1}\cap U_{2}=\{v\in V\mid v\in U_{1}{\text{ und }}v\in U_{2}\}}
ist stets selbst ein Untervektorraum.
Die Vereinigung zweier Untervektorräume
{\displaystyle U_{1}\cup U_{2}=\{v\in V\mid v\in U_{1}{\text{ oder }}v\in U_{2}\}}
ist jedoch nur dann ein Untervektorraum, wenn {\displaystyle U_{1}\subseteq U_{2}} oder {\displaystyle U_{2}\subseteq U_{1}} gilt. Anderenfalls ist die Vereinigung zwar abgeschlossen bezüglich der Skalarmultiplikation, aber nicht bezüglich der Vektoraddition.

### Summe
Die Summe zweier Untervektorräume {\displaystyle U_{1},U_{2}} eines Vektorraums {\displaystyle V}
{\displaystyle U_{1}+U_{2}=\{u_{1}+u_{2}\mid u_{1}\in U_{1},u_{2}\in U_{2}\}}
ist wieder ein Untervektorraum, und zwar der kleinste Untervektorraum, der {\displaystyle U_{1}\cup U_{2}} enthält. Für die Summe zweier endlichdimensionaler Untervektorräume gilt die Dimensionsformel
{\displaystyle \dim \left(U_{1}+U_{2}\right)=\dim U_{1}+\dim U_{2}-\dim \left(U_{1}\cap U_{2}\right)},
woraus sich umgekehrt auch die Dimension des Durchschnitts zweier Untervektorräume ablesen lässt. Schnitt- und Summenbasen von Untervektorräumen endlicher Dimension lassen sich mit dem Zassenhaus-Algorithmus berechnen.

### Direkte Summe
Besteht der Schnitt zweier Untervektorräume {\displaystyle U_{1},U_{2}} lediglich aus dem Nullvektor, ist also {\displaystyle U_{1}\cap U_{2}=\{0\}}, so bezeichnet man die Summe als innere direkte Summe
{\displaystyle U_{1}\oplus U_{2}},
denn sie ist isomorph zur äußeren direkten Summe der beiden Vektorräume. In diesem Fall gibt es zu jedem {\displaystyle u\in U_{1}\oplus U_{2}} eindeutig bestimmte Vektoren {\displaystyle u_{1}\in U_{1}}, {\displaystyle u_{2}\in U_{2}} mit {\displaystyle u=u_{1}+u_{2}}. Aus dem Dimensionssatz folgt dann, da der Nullvektorraum nulldimensional ist, für die Dimension der direkten Summe
{\displaystyle \dim \left(U_{1}\oplus U_{2}\right)=\dim U_{1}+\dim U_{2}},
was auch im unendlichdimensionalen Fall wahr ist.

### Mehrere Operanden
Die vorangegangenen Operationen lassen sich auch auf mehr als zwei Operanden verallgemeinern. Ist {\displaystyle (U_{i})_{i\in I}} eine Familie von Untervektorräumen von {\displaystyle V}, wobei {\displaystyle I} eine beliebige Indexmenge ist, dann bildet der Durchschnitt dieser Untervektorräume
{\displaystyle \bigcap _{i\in I}U_{i}=\left\{v\in V\mid v\in U_{i}{\text{ für alle }}i\in I\right\}}
wiederum einen Untervektorraum von {\displaystyle V}. Weiter ergibt auch die Summe mehrerer Untervektorräume
{\displaystyle \sum _{i\in I}U_{i}=\left\{\sum _{i\in I}u_{i}\mid u_{i}\in U_{i},{\text{ fast alle }}u_{i}=0\right\}}
wieder einen Untervektorraum von {\displaystyle V}, wobei im Fall einer Indexmenge mit unendlich vielen Elementen nur endlich viele Summanden ungleich dem Nullvektor sein dürfen. Eine solche Summe heißt direkt und wird dann mit
{\displaystyle \bigoplus _{i\in I}U_{i}}
bezeichnet, wenn der Schnitt jedes Untervektorraums {\displaystyle U_{i}} mit der Summe der übrigen Untervektorräume den Nullvektorraum ergibt. Das ist äquivalent dazu, dass jeder
Vektor eine eindeutige Darstellung als Summe von Elementen der Untervektorräume besitzt.

## Abgeleitete Räume

### Komplementärraum
Zu jedem Untervektorraum {\displaystyle U} von {\displaystyle V} existiert mindestens ein Komplementärraum {\displaystyle W\subseteq V}, sodass
{\displaystyle V=U\oplus W}
gilt. Jedem solchen Komplementärraum entspricht genau eine Projektion {\displaystyle P} auf den Untervektorraum {\displaystyle U}, also eine idempotente lineare Abbildung {\displaystyle P\colon V\to V}, mit der
{\displaystyle V=P(V)\oplus (\operatorname {Id} -P)(V)}
gilt, wobei {\displaystyle \operatorname {Id} } die identische Abbildung ist. Im Allgemeinen existieren mehrere Komplementärräume zu einem Untervektorraum, von denen durch die Vektorraumstruktur keiner ausgezeichnet ist. In Skalarprodukträumen ist es allerdings möglich, von zueinander orthogonalen Untervektorräumen zu sprechen. Ist {\displaystyle V} endlichdimensional, dann existiert zu jedem Untervektorraum {\displaystyle U} ein eindeutig bestimmter orthogonaler Komplementärraum, der gerade das orthogonale Komplement {\displaystyle U^{\perp }} von {\displaystyle U} ist, und es gilt dann
{\displaystyle V=U\oplus U^{\perp }}.

### Faktorraum
Jedem Untervektorraum {\displaystyle U} eines Vektorraums {\displaystyle V} kann ein Faktorraum {\displaystyle V/U} zugeordnet werden, der dadurch entsteht, dass alle Elemente des Untervektorraums miteinander identifiziert werden und so die Elemente des Vektorraums entlang des Untervektorraums parallelprojiziert werden. Formal ist der Faktorraum definiert als Menge der Äquivalenzklassen
{\displaystyle V/U=\{\,[v]\mid v\in V\}}
von Vektoren in {\displaystyle v\in V}, wobei die Äquivalenzklasse eines Vektors
{\displaystyle [v]=v+U=\{v+u\mid u\in U\}}
die Menge der Vektoren in {\displaystyle V} ist, die sich von {\displaystyle v} nur um ein Element {\displaystyle u} des Untervektorraums {\displaystyle U} unterscheiden. Der Faktorraum bildet einen Vektorraum, wenn die Vektorraumoperationen vertreterweise definiert werden, er ist aber selbst kein Untervektorraum von {\displaystyle V}. Für die Dimension des Faktorraums gilt
{\displaystyle \dim V=\dim U+\dim V/U}.
Die Untervektorräume von {\displaystyle V/U} sind genau die Faktorräume {\displaystyle W/U}, wobei {\displaystyle W} Untervektorraum von {\displaystyle V} mit {\displaystyle U\subseteq W\subseteq V} ist.

### Annihilatorraum
Der Dualraum {\displaystyle V^{\ast }} eines Vektorraums {\displaystyle V} über einem Körper {\displaystyle K} ist der Raum der linearen Abbildungen von {\displaystyle V} nach {\displaystyle K} und damit selbst ein Vektorraum. Für eine Teilmenge {\displaystyle X} von {\displaystyle V} bildet die Menge aller Funktionale, die auf {\displaystyle X} verschwinden, einen Untervektorraum des Dualraums, den sogenannten Annihilatorraum
{\displaystyle X^{0}=\lbrace f\in V^{\ast }\mid f(x)=0{\mbox{ für alle }}x\in X\rbrace }.
Ist {\displaystyle V} endlichdimensional, so gilt für die Dimension des Annihilatorraums eines Untervektorraums {\displaystyle U} von {\displaystyle V}
{\displaystyle \dim V=\dim U+\dim U^{0}}.
Der Dualraum {\displaystyle U^{\ast }} eines Untervektorraums {\displaystyle U} ist damit isomorph zum Faktorraum {\displaystyle V^{\ast }/U^{0}}.

## Untervektorräume in der linearen Algebra

### Lineare Abbildungen
Ist {\displaystyle T\colon V\to W} eine lineare Abbildung zwischen zwei Vektorräumen {\displaystyle V} und {\displaystyle W} über dem gleichen Körper, dann bildet der Kern der Abbildung
{\displaystyle \operatorname {ker} T=T^{-1}(\{0\})=\{v\in V\mid T(v)=0\}}
einen Untervektorraum von {\displaystyle V} und das Bild der Abbildung
{\displaystyle \operatorname {im} T=T(V)=\{T(v)\mid v\in V\}}
einen Untervektorraum von {\displaystyle W}. Weiterhin ist der Graph einer linearen Abbildung ein Untervektorraum des Produktraums {\displaystyle V\times W}. Ist der Vektorraum {\displaystyle V} endlichdimensional, so gilt für die Dimensionen der involvierten Räume der Rangsatz
{\displaystyle \dim V=\dim(\operatorname {im} T)+\dim(\operatorname {ker} T)}.
Die Dimension des Bilds nennt man auch Rang und die Dimension des Kerns auch Defekt der linearen Abbildung. Nach dem Homomorphiesatz ist dabei das Bild  isomorph zum Faktorraum {\displaystyle V/\operatorname {ker} T}.

### Lineare Gleichungen
Ist {\displaystyle T\colon V\to W} wiederum eine lineare Abbildung zwischen zwei Vektorräumen über dem gleichen Körper, dann ist die Lösungsmenge der homogenen linearen Gleichung
{\displaystyle T(v)=0}
ein Untervektorraum von {\displaystyle V}, und zwar gerade der Kern von {\displaystyle T}. Die Lösungsmenge einer inhomogenen linearen Gleichung
{\displaystyle T(v)=b}
mit {\displaystyle b\neq 0} ist hingegen, sofern sie nichtleer ist, ein affin-linearer Unterraum von {\displaystyle V}, was eine Folge der Superpositionseigenschaft ist. Die Dimension des Lösungsraums ist dann ebenfalls gleich der Dimension des Kerns von {\displaystyle T}.

### Eigenwertprobleme
Ist nun {\displaystyle T\colon V\to V} eine lineare Abbildung eines Vektorraums in sich, also ein Endomorphismus, mit zugehörigem Eigenwertproblem
{\displaystyle T(v)=\lambda \cdot v},
dann ist jeder zu einem Eigenwert {\displaystyle \lambda } zugehörige Eigenraum
{\displaystyle \operatorname {Eig} (\lambda )=\left\{v\in V\mid T(v)=\lambda \cdot v\right\}}
ein Untervektorraum von {\displaystyle V}, dessen vom Nullvektor verschiedene Elemente genau die zugehörigen Eigenvektoren {\displaystyle v} sind. Die Dimension des Eigenraums entspricht der geometrischen Vielfachheit des Eigenwerts; sie ist maximal so groß wie die algebraische Vielfachheit des Eigenwerts.

### Invariante Untervektorräume
Ist wieder {\displaystyle T\colon V\to V} ein Endomorphismus, dann heißt ein Untervektorraum {\displaystyle U} von {\displaystyle V} invariant unter {\displaystyle T} oder kurz {\displaystyle T}-invariant, falls
{\displaystyle T(U)\subseteq U}
gilt, das heißt, wenn für alle {\displaystyle u\in U} das Bild {\displaystyle T(u)} ebenfalls in {\displaystyle U} liegt. Das Bild von {\displaystyle U} unter {\displaystyle T} ist dann also ein Untervektorraum von {\displaystyle U}. Die trivialen Untervektorräume {\displaystyle \{0\}} und {\displaystyle V}, aber auch {\displaystyle \operatorname {ker} T}, {\displaystyle \operatorname {im} T} und alle Eigenräume von {\displaystyle T} sind stets invariant unter {\displaystyle T}. Ein weiteres wichtiges Beispiel für invariante Untervektorräume sind die Haupträume, die beispielsweise bei der Bestimmung der jordanschen Normalform verwendet werden.

## Untervektorräume in der Funktionalanalysis

### Unterhilberträume
In Hilberträumen, also vollständigen Skalarprodukträumen, werden insbesondere Unterhilberträume betrachtet, das heißt Untervektorräume, die bezüglich der Einschränkung des Skalarprodukts immer noch vollständig sind. Diese Eigenschaft ist gleichbedeutend damit, dass der Untervektorraum abgeschlossen bezüglich der Normtopologie, die durch das Skalarprodukt induziert wird, ist. Nicht jeder Untervektorraum eines Hilbertraums ist auch vollständig, es lässt sich jedoch zu jedem unvollständigen Untervektorraum durch Abschlussbildung ein Unterhilbertraum erhalten, in dem jener dann dicht liegt. Zu jedem Unterhilbertraum existiert nach dem Projektionssatz auch ein eindeutig bestimmtes orthogonales Komplement, das stets abgeschlossen ist.
Unterhilberträume spielen eine wichtige Rolle in der Quantenmechanik und der Fourier- oder Multiskalenanalyse von Signalen.

### Unterbanachräume
In Banachräumen, also vollständigen normierten Räumen, kann man analog dazu Unterbanachräume, das heißt Untervektorräume, die bezüglich der Einschränkung der Norm vollständig sind, betrachten. Wie im Hilbertraumfall ist ein Untervektorraum eines Banachraums genau dann ein Unterbanachraum, wenn er abgeschlossen ist. Weiter lässt sich zu jedem unvollständigen Untervektorraum eines Banachraums durch Vervollständigung ein Unterbanachraum erhalten, der dicht in diesem liegt. Zu einem Unterbanachraum existiert jedoch im Allgemeinen kein komplementärer Unterbanachraum.
In einem halbnormierten Raum bilden die Vektoren mit Halbnorm Null einen Untervektorraum. Aus einem halbnormierten Raum erhält man einen normierten Raum als Faktorraum, indem man Äquivalenzklassen von Vektoren, die sich bezüglich der Halbnorm nicht unterscheiden, betrachtet. Ist der halbnormierte Raum vollständig, so ist dieser Faktorraum dann ein Banachraum. Diese Konstruktion wird insbesondere bei den Lp-Räumen und verwandten Funktionenräumen eingesetzt.
Bei der numerischen Berechnung partieller Differentialgleichungen mittels der Finite-Elemente-Methode wird die Lösung in geeigneten endlichdimensionalen Unterbanachräumen des zugrundeliegenden Sobolevraums approximiert.

### Topologische Dualräume
In der Funktionalanalysis betrachtet man neben dem algebraischen Dualraum auch den topologischen Dualraum {\displaystyle V'} eines Vektorraums {\displaystyle V}, der aus den stetigen linearen Abbildungen von {\displaystyle V} nach {\displaystyle K} besteht. Für einen topologischen Vektorraum bildet der topologische Dualraum einen Untervektorraum des algebraischen Dualraums. Nach dem Satz von Hahn-Banach besitzt ein lineares Funktional auf einem Untervektorraum eines reellen oder komplexen Vektorraums, das von einer sublinearen Funktion beschränkt wird, eine lineare Fortsetzung auf dem Gesamtraum, die ebenfalls durch diese sublineare Funktion beschränkt wird. Als Konsequenz enthält der topologische Dualraum eines normierten Raums ausreichend viele Funktionale, was die Grundlage einer reichhaltigen Dualitätstheorie bildet.

## Weitere Anwendungen
Weitere wichtige Anwendungen von Untervektorräumen sind:
- Das Gram-Schmidtsche Orthogonalisierungsverfahren zur Konstruktion von Orthogonalbasen
- Krylow-Unterraum-Verfahren zur Lösung großer dünnbesetzter linearer Gleichungssysteme
- Lösungsverfahren für Optimierungsprobleme
- Lineare Codes in der Kodierungstheorie
- Die Darstellung projektiver Räume in der projektiven Geometrie